# Limnophyes roquehautensis
Limnophyes roquehautensis is een muggensoort uit de familie van de dansmuggen (Chironomidae). De wetenschappelijke naam van de soort is voor het eerst geldig gepubliceerd in 2001 door Langton & Moubayed.